# Bryum purpureonigrum
Bryum purpureonigrum là một loài rêu trong họ Bryaceae. Loài này được Duby mô tả khoa học đầu tiên năm 1875.